# Francisco Caja

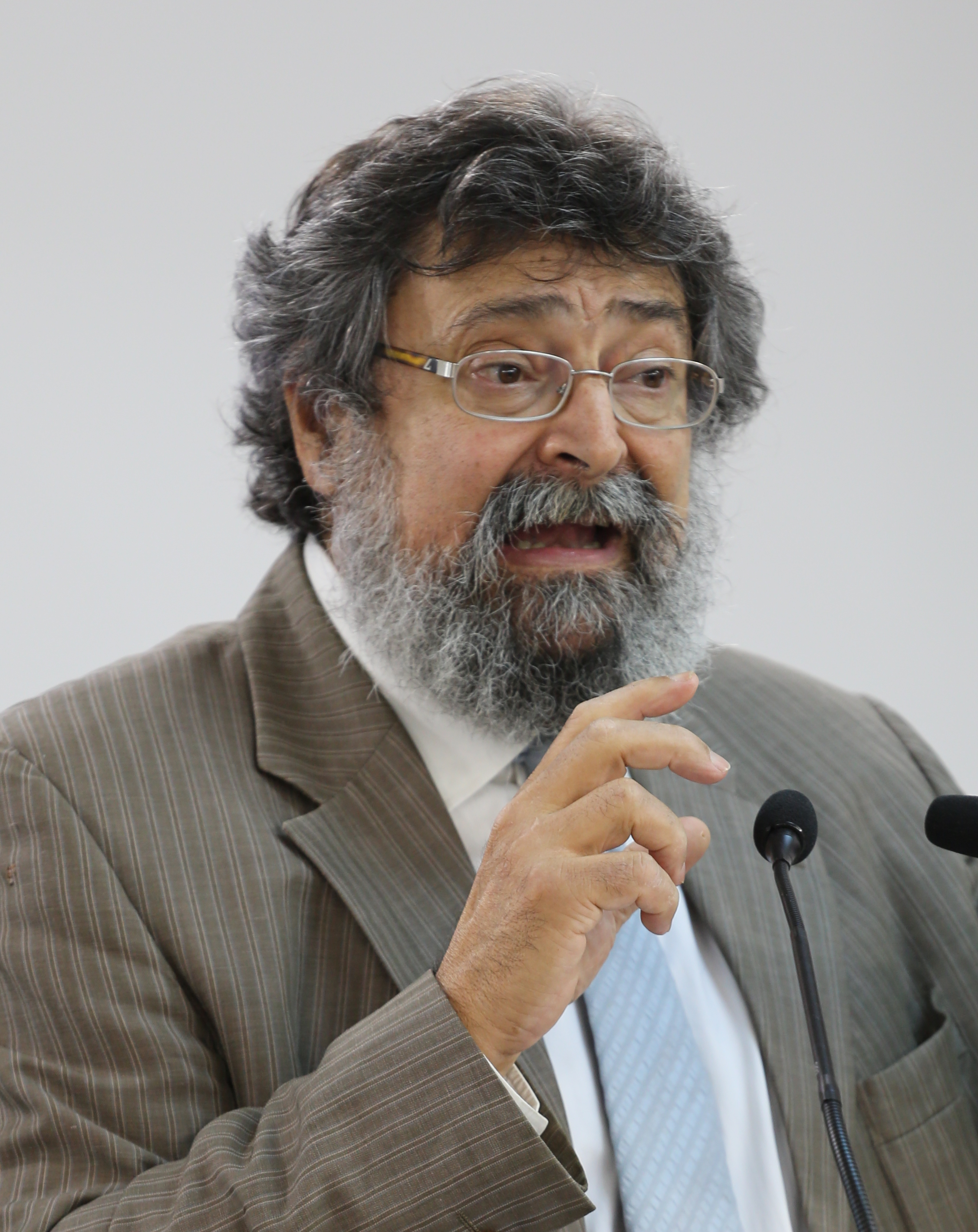
Francisco Caja

Francisco Caja (Arnedo, Espanha, 1949) é um filósofo e catedrático espanhol.
É professor titular de Estética na Faculdade de Filosofia da Universidade de Barcelona, e presidente de Convivencia Cívica de Cataluña (CCC). Autor de numerosos artigos e livros, desde 2006 faz parte do Patronato de Honor da Fundación para la Defensa de la Nación Española (DENAES).

## Obras principais
- Fotografía y Modernidad (1991)
- El mundo ensombrecido (1995)
- Rostros y Máscaras (2005)
- La raza catalana (2009).